# Прииртышское (Абайская область)
Прииртышское (каз. Прииртышское) — село в Жанасемейском районе Абайской области Казахстана. Входит в состав Иртышского сельского округа. Расположено на левом берегу Иртыша примерно в 18 км к западу от Семея. Код КАТО — 632845300.

## Население
В 1999 году население села составляло 975 человек (483 мужчины и 492 женщины). По данным переписи 2009 года, в селе проживали 1023 человека (496 мужчин и 527 женщин).